# Хетман
Хе́тман (на чешки: hejtman; на полски: hetman; на украински: гетьман; на румънски: hatman) – историческо название на командващ армия в Чехия от времето на таборитите, в Жечпосполита, в Украйна, в Молдовското княжество, в Казашкото хетманство.

## Произход на думата
Според мнението на повечето учени, думата „хетман“ има немски произход. Чешката дума „hejtman“ при това се извежда от старогорнонемското „hauptmann“ („haupt“ означава „главен“ или „глава“, „mann“ — човек), а полското „hetman“ — от среднодолнонемското „hōd-man“ (в XIV—XV в. се използва варианта „etman“, от XV в. — „hetman“). В немския език от това време тази дума има значението на „командир на въоръжен отряд“, „капитан“. В съвременните армии на немскоезичните държави званието хауптман съответства на званието капитан.
Алтернативната версия за произхода на немската дума от полски има малко поддръжници.
Подобно заимстване не е единичен случай. Тесните връзки между Полша и немските държави водят до масово навлизане на думи от немски произход, основно на военна и административна тематика, в полския език.

## В Чехия
По време на хуситските войни в Чехия, хетмани (на чешки: Hejtman) наричат командващите войските на таборитите. Първият таборитски хетман е Ян Жижка, получил званието през 1420 г. Въпреки че формално е един от четиримата хетмани, фактически той е главнокомандващ на армията.

## В Жечпосполита
В Жечпосполита хетманът (на полски: hetman) е командващ армия и се подчинява само на краля. За първи път титлата се появява през 1497 г. във Великото литовско княжество, а в Полското кралство идва през 1503 г. Първоначално титлата „хетман“ се дава на пълководците само за периода на бойните действия, но от 1581 г. става постоянна. От 16 век в Жечпосполита съществуват четири хетмански титли: две за Литва („Литовски хетмани“) и две за Полша („Хетмани на короната“), съответно Велик литовски хетман и Пълен литовски хетман (създадена през 1521 г.) и Велик хетман на короната и Пълен хетман на короната (1529 г.).
В началото хетманите имат много широки пълномощия във военната сфера, но през 1776 г. са ограничени от създаването на военен департамент към Постоянния съвет. Титлите просъществуват до края на съществуването на Жечпосполита и са отменени през 1795 г.

## В Княжество Молдова
В Молдовското княжество хетманът (на румънски: hatman) е втори по ранг военачалник след войводата. Той влиза в състава на господарския съвет и е пазител на княжеските меч и палица. Той е и пъркелаб (на румънски: pârcălab, комендант на крепостта) и портар (на румънски: portar, висш сановник, отговарящ за охраната на крепостните врати, служещ и като преводач при приемането на чужди делегации) на Сучава, столицата на княжеството. Хетманът може да заема и длъжността на Велик спатар (на румънски: mare spătar, главнокомандващ). Названието на титлата е заимствано от Жечпосполита.

## В Казашкото хетманство
В Казашкото хетманство – квазидържава под управлението на Запорожката войска, чиито главнокомандващ хетман се явява едновременно глава на държавата (Хетман на Казашкото хетманство). От там и името хетманство по подобие на думата царство, когато начело стои цар. Официалното наименование на държавата е Запорожката войска, но за да се разграничат държавоподобните структури, институции други от военните, се използва названието Казашко хетманство (за държавността) и Запорожка войска (за военните структури).